# I Need Somebody (Emma Muscat)
I Need Somebody è il singolo di debutto della cantautrice maltese Emma Muscat, pubblicato il 2 luglio 2018 come primo estratto dal primo EP Moments.

## Video musicale
Il video musicale, diretto da Fabio Tartaglia, è stato pubblicato il 10 luglio 2018 attraverso il canale YouTube della Warner Music Italy.

## Tracce
Testi e musiche di Emma Louise Marie Muscat.
1. I Need Somebody – 3:12